# Challenger de Prostějov 2022
El torneo UniCredit Czech Open 2022 fue un torneo de tenis perteneció al ATP Challenger Tour 2022 en la categoría Challenger 100. Se trató de la 29ª edición; el torneo tuvo lugar en la ciudad de Prostějov (República Checa), desde el 30 de mayo hasta el 4 de junio de 2022 sobre pista de tierra batida al aire libre.

## Jugadores participantes del cuadro de individuales
| Favorito | País                       | Jugador        | Rank1 | Posición en el torneo |
| -------- | -------------------------- | -------------- | ----- | --------------------- |
| 1        | Bandera de Argentina       | Federico Coria | 54    | Primera ronda         |
| 2        | Bandera de República Checa | Jiří Veselý    | 73    | Baja                  |
| 3        | Bandera de República Checa | Jiří Lehečka   | 77    | Baja                  |
| 4        | Bandera de España          | Pablo Andújar  | 98    | Segunda ronda         |
| 5        | Bandera de Eslovaquia      | Norbert Gombos | 112   | Primera ronda         |
| 6        | Bandera de Suecia          | Elias Ymer     | 127   | Segunda ronda         |
| 7        | Bandera de Eslovaquia      | Andrej Martin  | 128   | Primera ronda         |
| 8        | Bandera de República Checa | Zdeněk Kolář   | 134   | Primera ronda         |

- 1 Se ha tomado en cuenta el ranking del 23 de mayo de 2022.

### Otros participantes
Los siguientes jugadores recibieron una invitación (wild card), por lo tanto ingresan directamente al cuadro principal (WC):
- Martin Krumich
- Hamad Međedović
- Lukáš Pokorný

Los siguientes jugadores ingresan al cuadro principal tras disputar el cuadro clasificatorio (Q):
- Térence Atmane
- Francisco Comesaña
- Martín Cuevas
- Alexander Erler
- Fábián Marozsán
- Lucas Miedler

## Campeones

### Individual Masculino
- Vít Kopřiva derrotó en la final a  Dalibor Svrčina, 6–2, 6–2

### Dobles Masculino
- Yuki Bhambri /  Saketh Myneni derrotaron en la final a  Roman Jebavý /  Andrej Martin, 6–3, 7–5